# Jared Harper
Jared Lamar Harper (Mableton, Georgia; 14 de septiembre de 1997) es un jugador de baloncesto estadounidense que pertenece a la plantilla del Hapoel Jerusalem de la Ligat ha'Al. Con 1,78 metros de estatura, ocupa la posición de escolta.

## Trayectoria deportiva

### Universidad
Jugó tres temporadas con los Tigers de la Universidad de Auburn, en las que promedió 13,5 puntos, 1,3 rebotes, 4,8 asistencias y 1,2 robos de balón por partido. Al término de su temporada júnior decidió presentarse al Draft de la NBA, acortando en un año su estancia en la universidad. En sus dos últimas temporadas fue incluido en el segundo mejor quinteto de la Southeastern Conference.

#### Estadísticas
|  | Líder de la División I de la NCAA |

| Año     | Equipo | PJ  | PT  | MPP  | %TC  | %3P  | %TL  | RPP | APP | ROB | TPP | PPP  |
| ------- | ------ | --- | --- | ---- | ---- | ---- | ---- | --- | --- | --- | --- | ---- |
| 2016–17 | Auburn | 32  | 30  | 24.2 | .385 | .344 | .705 | 1.9 | 3.0 | 1.2 | .1  | 11.4 |
| 2017–18 | Auburn | 34  | 34  | 30.5 | .360 | .355 | .822 | 2.4 | 5.4 | 1.2 | .0  | 13.2 |
| 2018–19 | Auburn | 40  | 40  | 33.0 | .399 | .370 | .828 | 2.5 | 5.8 | 1.1 | .1  | 15.3 |
| Total   | Total  | 106 | 104 | 29.5 | .384 | .359 | .792 | 2.3 | 4.8 | 1.2 | .0  | 13.5 |

### Profesional

#### NBA y G League
Tras no ser elegido en el Draft de la NBA de 2019, firmó con los Phoenix Suns para disputar las Ligas de Verano de la NBA. Tras su buena actuación en las mismas, donde promedió 10,5 puntos y 2,5 asistencias por partido, firmó un contrato dual con la franquicia. El 23 de octubre, Harper hizo su debut en la NBA, saliendo desde el banquillo en la victoria por 124–95 sobre los Sacramento Kings. Disputó tres encuentros con el primer equipo, y alternó encuentros con los Northern Arizona Suns de la G League. El 14 de marzo de 2020 fue cortado por los Suns.
El 25 de junio de 2020 firma con New York Knicks, y el 25 de noviembre le hacen un contrato dual para jugar con los Westchester Knicks.
El 24 de septiembre de 2021, firma con New Orleans Pelicans, siendo cortado el 9 de octubre, y firmando el 25 de octubre con Birmingham Squadron como jugador afiliado. El 21 de diciembre firma un contrato dual con New Orleans Pelicans. Sin embargo, fue cortado el 9 de enero de 2022, y readquirido por los Birmingham tres días después. El 29 de marzo consigue un nuevo contrato dual con Pelicans hasta final de temporada.

#### Europa
Tras una temporada alternado en New Orleans, el 7 de septiembre de 2022, firmó por el Valencia Basket de la Liga Endesa.
En julio de 2024 firmó un contrato de dos años con el Hapoel Jerusalem de la Ligat ha'Al israelí, donde se reencontró con su amigo cercano Austin Wiley, quien también había jugado en Auburn.

## Estadísticas de su carrera en la NBA

### Temporada regular
| Año     | Equipo      | PJ | PT | MPP | %TC  | %3P  | %TL  | RPP | APP | ROB | TPP | PPP |
| ------- | ----------- | -- | -- | --- | ---- | ---- | ---- | --- | --- | --- | --- | --- |
| 2019-20 | Phoenix     | 3  | 0  | 2.7 | .250 | .000 | —    | .0  | .0  | .0  | .0  | .7  |
| 2020-21 | New York    | 8  | 0  | 2.0 | .000 | .000 | .750 | .3  | .1  | .0  | .0  | .4  |
| 2021-22 | New Orleans | 2  | 0  | 5.0 | .429 | .500 | —    | .5  | 1.5 | .0  | .5  | 3.5 |
| Total   | Total       | 13 | 0  | 2.6 | .267 | .200 | .750 | .2  | .3  | .0  | .1  | .9  |